# V-Disc

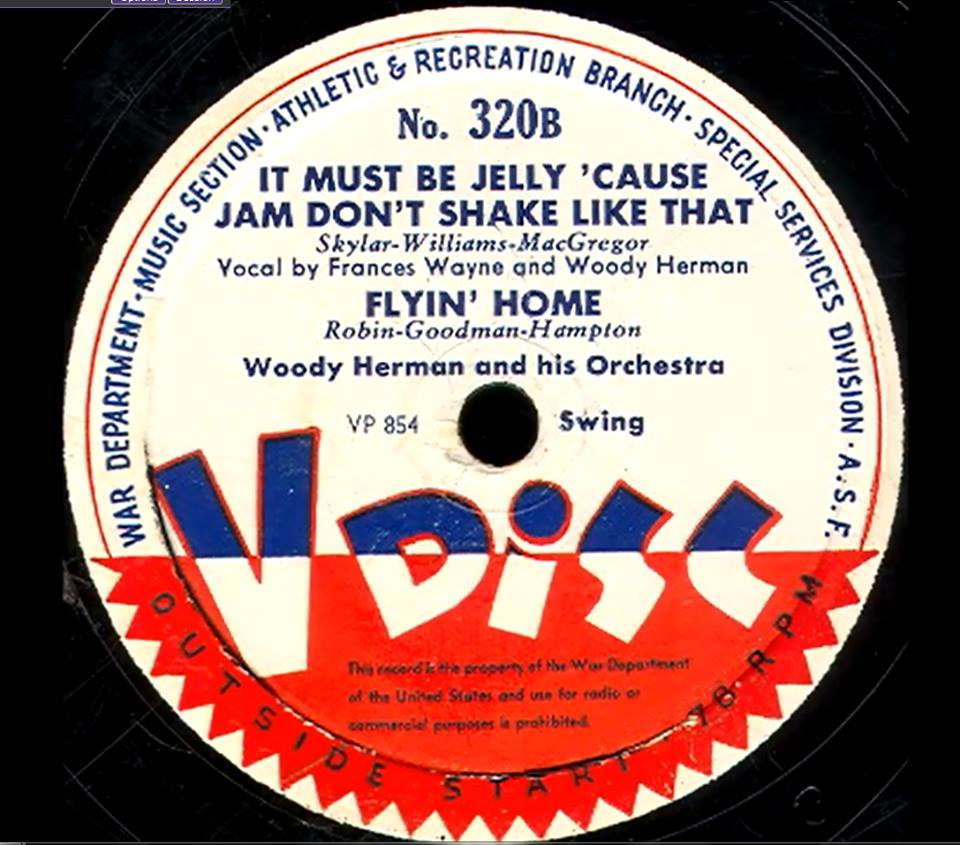
It Must Be Jelly de Woody Herman et son orchestre (V-Disc de l'US Army réalisé par le département de la Guerre américain en 1944).

Les V-Discs ou V Discs — abréviation de Victory Discs — sont les disques enregistrés pendant la Seconde Guerre mondiale, à partir de 1943, à l'initiative du département de la Guerre américain et destinés aux militaires alors sur le front. Ces disques devaient contribuer au « moral des troupes ».

## Histoire
Les V-Discs se présentent comme des 78 tours de 30 cm ; ils sont envoyés aux militaires sur les théâtres d’opérations. Après le débarquement, les soldats américains les introduisent en Europe.
Le répertoire est très varié : chanson, musique de danse, jazz, musique classique… Certains contiennent des titres déjà publiés précédemment par de grands labels, mais beaucoup sont des enregistrements nouveaux faits pour l'occasion. Ainsi, de nombreuses séances de jazz sont organisées pour les V-Discs. Les titres sont parfois des versions spécialement enregistrées par les artistes, qui y incorporent des messages de soutien.
Après la guerre et jusqu'en 1949, année de fin de la production, d'autres V-Discs sont encore publiés — 905 titres en tout. À partir de 1943, environ huit millions de V-Discs sont envoyés à travers le monde sur les différents fronts.
Ces disques, propriétés des États-Unis, ne devaient pas être commercialisés et étaient voués à la destruction à la fin du programme ; en 1949, toutes les matrices sont détruites. Théoriquement, même les exemplaires en circulation doivent être détruits. Le FBI et le Provost Marshal's Office sont mandatés pour des perquisitions et des destructions.
Bien entendu, la plupart des copies en circulation n'ayant pas été détruites, de nombreux disques sont vite republiés en éditions plus ou moins pirates, participant à la diffusion des nouveaux titres venus d’outre-Atlantique. Dans le catalogue figurent Louis Armstrong, Lionel Hampton, Louis Prima… Frank Sinatra apparaît sur 75 V-Discs. Mais la musique de ces disques est peu représentative des changements en cours dans le jazz américain. Elle s’adresse au public le plus large possible et accorde très peu de place aux innovations des jeunes musiciens.
Depuis la fin de la guerre, de nombreux labels ré-éditent ces enregistrements, témoignages de la musique de l'époque. La destruction des V-Discs était de toute façon théorique : la bibliothèque du Congrès de Washington possède l'intégralité de ce qui a été publié.

### Radio
- « Le jazz en France sous l'Occupation (3/4) : la guerre des jazz », France Musique, une émission de Florian Royer, le 19 juillet 2025.